# Ана-Марія Павел
Ана-Марія Павел (рум. Ana Maria Pavăl; нар. 10 липня 1983, Онешті, Бакеу) — румунська борчиня вільного стилю, п'ятиразова бронзова призерка чемпіонатів Європи, учасниця Олімпійських ігор.

## Біографія
Боротьбою почала займатися з 1992 року. Виступала за клуби «CSM» Клуж-Напока і «Стяуа» Бухарест.

## Спортивні результати на міжнародних змаганнях

### Виступи на Олімпіадах
| Змагання                    | Збірна  | Вагова категорія          | Місце |
| --------------------------- | ------- | ------------------------- | ----- |
| Літні Олімпійські ігри 2008 | Румунія | жіноча боротьба, до 55 кг | 5     |

### Виступи на Чемпіонатах світу
| Змагання                        | Збірна  | Вагова категорія          | Місце |
| ------------------------------- | ------- | ------------------------- | ----- |
| Чемпіонат світу з боротьби 2005 | Румунія | жіноча боротьба, до 55 кг | 7     |
| Чемпіонат світу з боротьби 2007 | Румунія | жіноча боротьба, до 55 кг | 32    |
| Чемпіонат світу з боротьби 2008 | Румунія | жіноча боротьба, до 55 кг | 5     |
| Чемпіонат світу з боротьби 2009 | Румунія | жіноча боротьба, до 55 кг | 7     |
| Чемпіонат світу з боротьби 2010 | Румунія | жіноча боротьба, до 55 кг | 9     |
| Чемпіонат світу з боротьби 2011 | Румунія | жіноча боротьба, до 55 кг | 32    |
| Чемпіонат світу з боротьби 2012 | Румунія | жіноча боротьба, до 55 кг | 17    |
| Чемпіонат світу з боротьби 2013 | Румунія | жіноча боротьба, до 55 кг | 17    |
| Чемпіонат світу з боротьби 2014 | Румунія | жіноча боротьба, до 53 кг | 18    |

### Виступи на Чемпіонатах Європи
| Змагання                         | Збірна  | Вагова категорія          | Місце  |
| -------------------------------- | ------- | ------------------------- | ------ |
| Чемпіонат Європи з боротьби 2005 | Румунія | жіноча боротьба, до 51 кг | Бронза |
| Чемпіонат Європи з боротьби 2006 | Румунія | жіноча боротьба, до 55 кг | 12     |
| Чемпіонат Європи з боротьби 2008 | Румунія | жіноча боротьба, до 55 кг | 10     |
| Чемпіонат Європи з боротьби 2009 | Румунія | жіноча боротьба, до 55 кг | Бронза |
| Чемпіонат Європи з боротьби 2010 | Румунія | жіноча боротьба, до 55 кг | Бронза |
| Чемпіонат Європи з боротьби 2011 | Румунія | жіноча боротьба, до 55 кг | 5      |
| Чемпіонат Європи з боротьби 2012 | Румунія | жіноча боротьба, до 55 кг | Бронза |
| Чемпіонат Європи з боротьби 2013 | Румунія | жіноча боротьба, до 55 кг | 5      |
| Чемпіонат Європи з боротьби 2014 | Румунія | жіноча боротьба, до 53 кг | Бронза |

### Виступи на інших змаганнях
| Змагання                                                        | Збірна  | Вагова категорія          | Місце  |
| --------------------------------------------------------------- | ------- | ------------------------- | ------ |
| Олімпійський кваліфікаційний турнір з боротьби 2004 (Мадрид)    | Румунія | жіноча боротьба, до 55 кг | 7      |
| Золотий Гран-прі з боротьби 2006                                | Румунія | жіноча боротьба, до 55 кг | 5      |
| Олімпійський кваліфікаційний турнір з боротьби 2008 (Едмонтон)  | Румунія | жіноча боротьба, до 55 кг | Бронза |
| Олімпійський кваліфікаційний турнір з боротьби 2008 (Хапаранда) | Румунія | жіноча боротьба, до 55 кг | Золото |
| Турнір Дана Колова — Николи Петрова 2009                        | Румунія | жіноча боротьба, до 55 кг | Золото |
| Austrian Ladies Open 2009                                       | Румунія | жіноча боротьба, до 55 кг | Бронза |
| Золотий Гран-прі з боротьби 2009                                | Румунія | жіноча боротьба, до 55 кг | Бронза |
| Турнір Дана Колова — Николи Петрова 2010                        | Румунія | жіноча боротьба, до 55 кг | Золото |
| Гран-прі Німеччини з боротьби 2010                              | Румунія | жіноча боротьба, до 55 кг | Золото |
| Турнір Яшара Догу 2011                                          | Румунія | жіноча боротьба, до 55 кг | Срібло |
| Золотий Гран-прі з боротьби 2011 (Баку)                         | Румунія | жіноча боротьба, до 55 кг | 10     |
| Меморіал Іона Корнеану 2011                                     | Румунія | жіноча боротьба, до 55 кг | Бронза |
| Trophee Milone 2011                                             | Румунія | жіноча боротьба, до 55 кг | Бронза |
| Турнір Дана Колова — Николи Петрова 2012                        | Румунія | жіноча боротьба, до 55 кг | Срібло |
| Олімпійський кваліфікаційний турнір з боротьби 2012 (Софія)     | Румунія | жіноча боротьба, до 55 кг | 8      |
| Олімпійський кваліфікаційний турнір з боротьби 2012 (Тайюань)   | Румунія | жіноча боротьба, до 55 кг | 8      |
| Олімпійський кваліфікаційний турнір з боротьби 2012 (Гельсінкі) | Румунія | жіноча боротьба, до 55 кг | 14     |
| Меморіал Іона Корнеану 2012                                     | Румунія | жіноча боротьба, до 55 кг | Золото |
| Вогні Москви 2012                                               | Румунія | жіноча боротьба, до 55 кг | 5      |
| Турнір Дана Колова — Николи Петрова 2013                        | Румунія | жіноча боротьба, до 55 кг | Бронза |
| Меморіал Іона Корнеану 2013                                     | Румунія | жіноча боротьба, до 55 кг | Золото |
| Меморіал Вацлава Циолковського 2013                             | Румунія | жіноча боротьба, до 55 кг | 7      |
| Гран-прі Німеччини з боротьби 2014                              | Румунія | жіноча боротьба, до 55 кг | 8      |

### Виступи на змаганнях молодших вікових груп
| Змагання                                      | Збірна  | Вагова категорія          | Місце |
| --------------------------------------------- | ------- | ------------------------- | ----- |
| Чемпіонат світу з боротьби серед юніорів 2003 | Румунія | жіноча боротьба, до 55 кг | 13    |